# Pomnik Papieża Jana Pawła II w Katowicach
Pomnik Papieża Jana Pawła II – pomnik w Katowicach znajdujący się w północno-zachodnim narożniku placu katedralnego w Katowicach. Po przeciwnej stronie ulicy Powstańców znajduje się plac Jana Pawła II.

## Historia
Pomnik Jana Pawła II w Katowicach powstał z inicjatywy władz miasta. Rzecznik Urzędu Miasta Waldemar Bojarun w oficjalnym oświadczeniu podał następujące motywy, które przyświecały radnym w przyjęciu uchwały o budowie pomnika: by przypominał wszystkim mieszkańcom o nauczaniu Jana Pawła II, z wdzięczności za odwiedzenie Katowic w roku 1983 oraz za zgodę na przyjęcie przez niego tytułu honorowego obywatela miasta.
Autorem monumentu, ważącego 900 kg i mającego ponad 3 m wysokości, jest polski rzeźbiarz Gustaw Zemła. Odlew wykonały Gliwickie Zakłady Urządzeń Technicznych. Rzeźba, wykonana z brązu typu B555, posadowiona na dwustopniowym podium i niskim cokole żelbetonowym z okładziną z czerwonego granitu szwedzkiego typu „Vanga”, przedstawia postać Jana Pawła II w szatach liturgicznych, z pastorałem papieskim i paliuszem. Papież trzyma uniesioną prawą dłoń. Z przodu ornatu znajduje się motyw ikony Matki Bożej z Dzieciątkiem. Na cokole widnieje napis: Totus Tuus Jan Paweł II.
Pomnik poświęcił 19 maja 2006 roku metropolita górnośląski arcybiskup Damian Zimoń.
Za pomnik miasto zapłaciło około 190 tysięcy zł. Do projektu wzniesienia pomnika sceptycznie odnosili się niektórzy duchowni, w tym przyjaciel Jana Pawła II ks. Michał Czajkowski, a także ks. Arkadiusz Wuwer, teolog z Uniwersytetu Śląskiego; sugerował on, że właściwszą formą uczczenia Jana Pawła II byłoby wykorzystanie pieniędzy na cele charytatywne. Urzędnicy magistratu oponowali, iż miasto przeznacza duże sumy z budżetu na działalność charytatywną.
W rocznice śmierci Jana Pawła II przed pomnikiem odbywają się czuwania modlitewne i palone są znicze; w kwietniu 2007 roku pod pomnik przybyła sztafeta włoskich biegaczy, którzy przybiegli z Rzymu do Polski dla uczczenia rocznicy śmierci papieża. W kwietniu 2010 roku pod pomnikiem modlono się o szybką beatyfikację i kanonizację Jana Pawła II.

## Inne miejsca pamięci poświęcone Janowi Pawłowi II w Katowicach
Oprócz pomnika na placu katedralnym, w Katowicach znajdują się także dwa inne miejsca pamięci poświęcone Janowi Pawłowi II – popiersie i tablica upamiętniająca 50. rocznicę jego święceń kapłańskich na elewacji kościoła św. Kazimierza Królewicza (Katowice-Centrum), a także tablica z wizerunkiem Jana Pawła II upamiętniająca nadanie jego imienia Zespołowi Szkół Specjalnych Nr 2 przy ul. Ścigały 17 (Katowice-Bogucice).

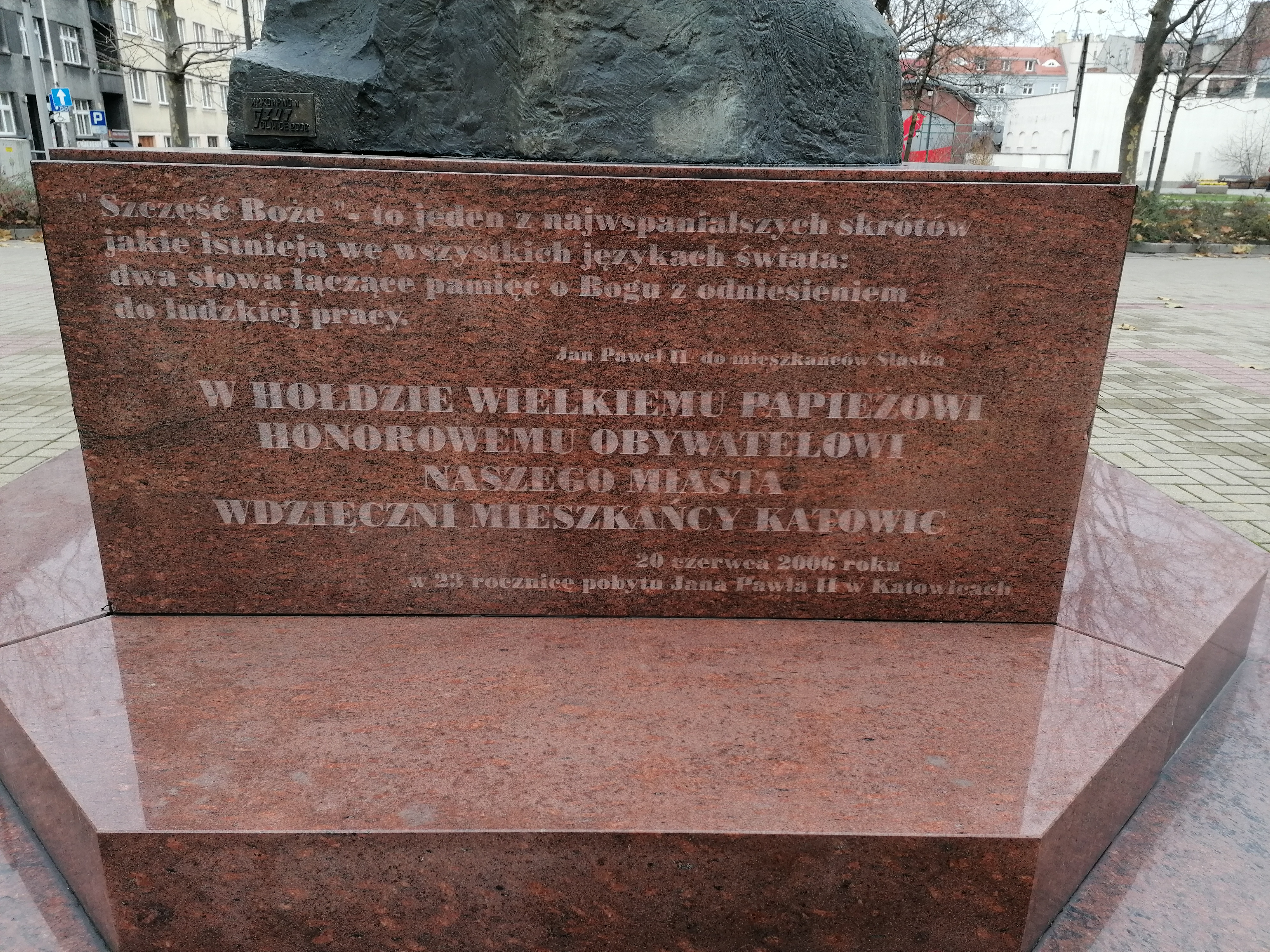
Inskrypcja na cokole
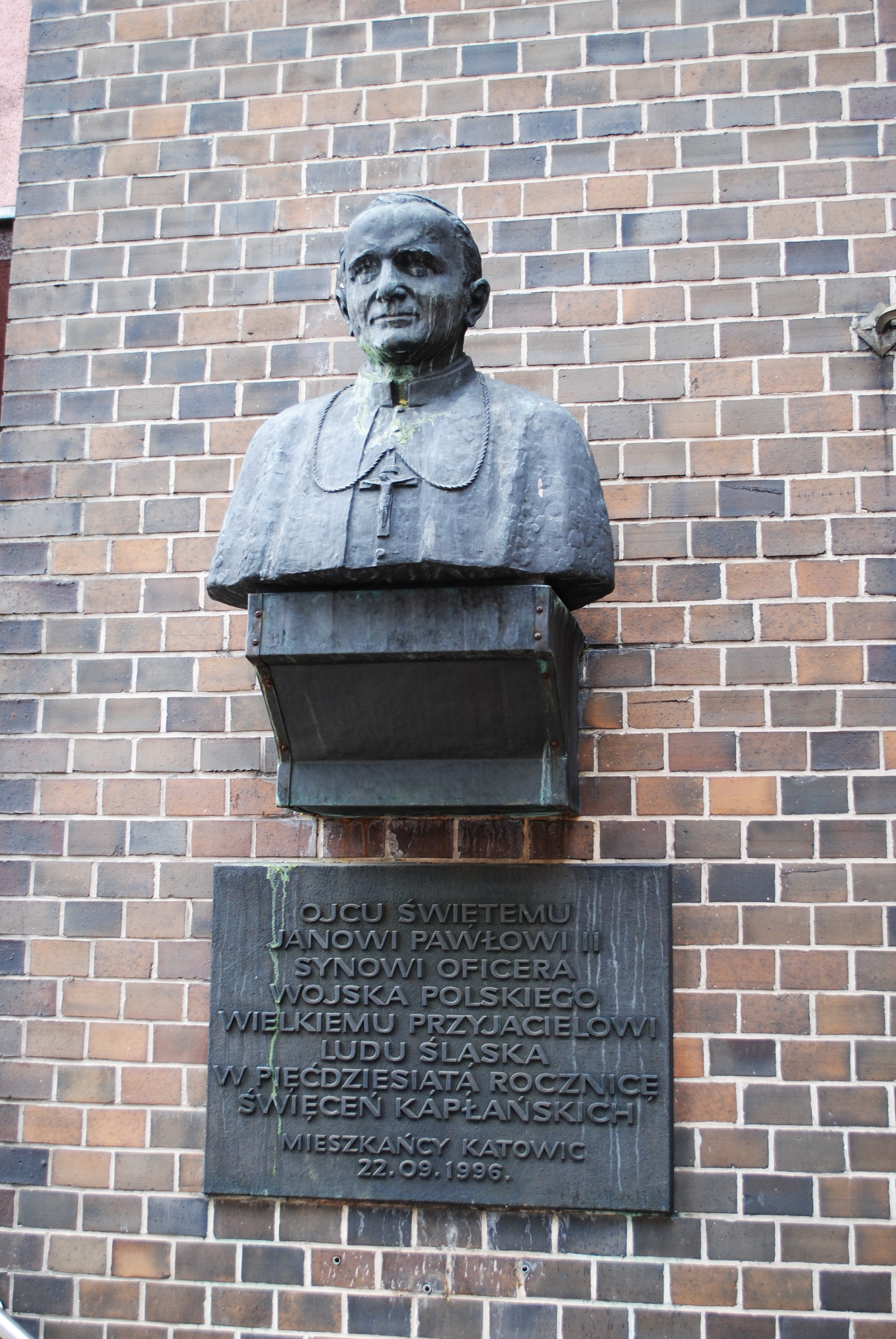
Popiersie i tablica przy kościele garnizonowym